# Carl von Clausewitz
Carl Philipp Gottlieb von Clausewitz (født 1. juli 1780 som Carl Philipp Gottlieb Claußwitz i Burg ved Magdeburg, død 16. november 1831 i Breslau) var en preussisk general, som var militærteoretiker og reformerede hæren.
Clausewitz blev kendt gennem sit ufuldendte hovedværk Om krig (Vom Kriege), som handler om krigens teori. Hans teorier om strategi, taktik og filosofi fik stor indflydelse på krigskunstens udvikling i alle vestlige lande. Der undervises stadig i hans teorier på militærakademier, og de finder også anvendelse inden for virksomhedsledelse og marketing.

## Biografi

### Oprindelse
Clausewitz herkomst er omstridt. Han blev formentlig født den 1. juli 1780. Han var søn af skatteopkræver Friedrich Gabriel Clausewitz i Burg ved Magdeburg. Ifølge hans egne angivelser stammede hans familie fra en øvreschlesisk adelsfamilie. Sandsynligvis havde hans oldefar først erhvervet navnet "von Clausewitz" under forvirringen i Trediveårskrigen. Hans bedstefar Benedict Gottlob Clausewitz var borgerlig teologilærer på universitetet i Halle. Da Clausewitz og to af hans brødre uden problemer blev optaget som adelige i den preussiske armé, må familiens adelige herkomst være anerkendt, også selv om den ikke lod sig bevise.
Indtil sit 12. år modtog Clausewitz kun meget begrænset undervisning i latinskolen.
På grund af hans fars gode forbindelser til det preussiske officerskorps – han havde selv gjort tjeneste i det under Syvårskrigen – blev sønnen i forsommeren 1792 som "von Clausewitz" optaget som fenrik i infanteriregiment nr. 34 . Familien lod hans fødselsdato forfalske til den 1. juni, for at han kunne synes ældre.

### De første tjenesteår
I 1793 drog regimentet i krig i Første koalitionskrig, hvor han fik sine første krigserfaringer under Belejringen af Mainz. Derefter fulgte det lange felttog langs Rhinen, til Preussens involvering sluttede krigen med freden i Basel. Regimentet vendte tilbage til garnisonsbyen Neuruppin.
1796 – 1801 fik Clausewitz tid til at studere. Han læste litteratur om den franske revolution, krigsvæsen og politik, men fulgte også forelæsninger i logik og etik.
Med de bedste anbefalinger blev han i oktober 1801 optaget på første årgang på det af Gerhard von Scharnhorst åbnede krigsakademi i Berlin. Her blev han i afgørende grad påvirket af Scharnhorst, som allerede havde indset sammenhængen mellem politik og krigsførelse. Han blev også fortrolig med Immanuel Kants skrifter på akademiet. Som medlem af Militärische Gesellschaft, en diskussionsklub for højere preusiske officerer, kom han i berøring med de mest påtrængende militære spørgsmål. Og et ikke offentliggjort manuskript, som i dag er kendt under betegnelsen Strategien fra 1804, viser, at han allerede tænkte på at forfatte militære skrifter. I 1804 fik Clausewitz eksamen som den bedste i sin klasse og blev udnævnt til adjudant for prins August af Preussen. Dermed havde han fået adgang til hoffet og det højere selskab, hvor han bl.a. lærte sin senere hustru Marie von Brühl at kende. Året efter lod han anonymt en artikel trykke i tidsskriftet Neue Bellona. Den var rettet mod militærforfatteren Dietrich Adam Heinrich von Bülows værk. Det var Clausewitz første offentliggjorte artikel.

### Deltagelse i Napoleonskrigene
I 1806 deltog Clausewitz i den Fjerde koalitionskrig som stabskaptajn og adjudant. Efter Slaget ved Jena og Auerstedt den 14. oktober 1806 blev han taget til fange sammen med prinsen og tilbragte et år i fransk krigsfangenskab. Her analyserede han i sine Historische Briefe über die großen Kriegsereignisse im October 1806 den preussiske hærs nederlag. Efter hans tilbagekomst hentede Scharnhorst ham i 1809 til sin personlige Stab. Fra da af var han en af de vigtigste reformatorer ved reorganiseringen af hæren.
I 1810 blev han forfremmet til major og gjorde tjeneste som Scharnhorsts kontorchef og som lærer i generalstabstjeneste og taktik. Desuden underviste han som huslærer de preussiske prinser, herunder kronprins Frederik Wilhelm og den senere tyske kejser Wilhelm 1.)
Da han i 1812 ikke følte, at han kunne støtte Napoléon Bonaparte i dennes krig mod Det Russiske Kejserrige, forlod han hæren og trådte i russisk tjeneste. Hans ven Gneisenau overlod han et patriotisk memorandum, som først blev opdaget i 1930'erne og offentliggjort under titlen Bekendelsesskrift fra 1812. Han deltog i alle vigtige slag og påtog sig en vigtig formidlerrolle under Tauroggenkonventet.
Den preussiske kong Friedrich Wilhelm 3. vægrede sig senere ved at lade faneflygtningen genindtræde i preussisk tjeneste. Derfor gjorde Clausewitz under Befrielseskrigene tjeneste som stabschef i et russisk korps, til han i april 1814 fik lov til at vende tilbage til Preussen som oberst.
I 1815 deltog han igen som stabschef for et preussisk korps i felttoget mod Napoleon, som kulminerede i Slaget ved Waterloo.

### Tjeneste under Restaurationen
De næste tre år fungerede Clausewitz som stabschef for August Neidhardt von Gneisenau i Koblenz. Da alle liberale reformatorer var uønskede under Restaurationen, fik de poster uden større indflydelse. I 1818 blev Clausewitz udnævnt til direktør for Die Allgemeine Kriegsschule i Berlin, men han fik ikke tilladelse til at undervise. I september blev han udnævnt til generalmajor. I en alder af 38 år var han den yngste general i den preussiske hær. Han var ikke tilfreds med denne post, men alle ansøgninger om forsættelse blev afvist, om end han i 1821 blev optaget i generalstaben.
I 1823-1824 skrev han Nachrichten über Preußen in seiner größten Katastrophe igen om begivenhederne i 1806. I almindelighed gav stillingen ved Kriegsschule ham god tid til egne arbejder. Hans hovedværk Vom Kriege blev til i denne periode. I 1827 blev Clausewitz og hans bror officielt optaget i den preussiske adel af kongen. Det var ikke andet end en bekræftelse af familiens adelige fortid, som familien hidtil ikke havde kunnet dokumentere.
Først i 1830 fik han en ny post. Først som inspektør i artilleriet i Breslau, men allerede i juli samme år kom det til den Polske oprørskrig, og Clausewitz blev udnævnt til stabschef for det preussiske observationskorps under Gneisenau. De russiske tropper bragte koleraen til Polen, og den bredte sig snart til hele Europa. Gneisenau døde af sygdommen, og Clausewitz overtog kommandoen over de preussiske tropper. Han fik imidlertid også kolera og vendte i efteråret 1831 tilbage til Breslau, hvor han få dage senere døde den 16. november 1831 i en alder af 51 år. I første omgang blev han begravet i Breslau. Han og hans kones jordiske rester blev i 1972 genbegravet på Ostfriedhof i byen Burg, og her er der også rejst et mindesmærke over ham.
Mellem 1832 og 1837 udgav hans enke Marie von Clausewitz for egen regning hans efterladte skrifter.

## Grundlaget for Clausewitz’ teorier

### Generelt
Clausewitz var modstander af systemmagerne. Efter hans mening kunne man ikke i krigsteorien opstille konkrete handlingsvejledninger for generaler. Han ville i stedet fastholde generelle principper, der kunne uddrages ved studier af historien og ved logisk tænkning. Også når han behandlede noget almindeligt, pegede han til stadighed på, at hans principper skulle holdes op mod realiteterne. Således mente han, at felttog kun i ringe grad kunne planlægges, da uventede forhold eller hændelser – såkaldte gnidninger, ville gøre enhver alt for detaljeret forudgående planlægning ubrugelig efter få dage.

### Clausewitz' definition af krig
Af Bekendelsesskrift fra 1812 ser man, at Clausewitz gav en nærmest eksistentiel fortolkning af krig: han anså krig for at være den yderste form for et folks selvhævdelse. Det afspejlede på enhver måde tidsånden i den franske revolution og de konflikter, der udsprang heraf, der havde medført værnepligtsarmeer og guerilla. De folkevæbninger og folkekrige understøtter tanken om krig som en eksistentiel kamp.
I de følgende år indsnævrede Clausewitz sin opfattelse stærkt og hævdede, at krigen nærmere skulle ses som et instrument: "Krigen er altså en voldshandling med det formål at tvinge modstanderen til at følge vor vilje.".
En af bogens mest provokerende teser var konstateringen af, at en krig begynder med den angrebnes forsvar. Uden forsvar ville det ikke komme til væbnet kamp, hvilket Clausewitz anser for grundlaget for enhver krig. Han anbefalede, at man afskrækkede en potentiel modstander ved at opbygge en størst mulig hær. Denne afskrækkelsestanke i forsvarskrigen var hverken ny eller speciel, men blev til et ofte hørt grundlag for kaprustningen inden 1. Verdenskrig og under Den kolde krig.

### Sammenhængen mellem formål, mål og midler
Clausewitz analyserede sin tids konflikter ud fra en sammenhæng mellem formål, mål og midler. Enhver krig har ifølge Clausewitz et formål, som i hovedsagen bestod i at "påtvinge modstanderen vores vilje". Det præcise formål bliver fastlagt af politikken. For at opfylde formålet må modstanderen gøres værgeløs, hvilket betyder, at de fjendtlige styrker må sættes ud af spillet. Dette mål forfølges ved hjælpe af strategien og kan bestå af forskellige handlinger. (Ødelæggelse af hæren i et slag, afskære den fra sine forsyningsbaser, m.fl.) Som midler til nå de opstillede mål tjener alt, hvad den menneskelige forstand opdager som hjælpemiddel, dvs. alle moralske og fysiske kræfter, som en stat besidder – ikke kun dens stridskræfter.
Af denne formål-mål-middel sammenhæng ser man også betydningen af det mest kendte citat fra Clausewitz: "Krig er en forsættelse af politikken med inddragelse af andre midler". Hermed menes, at militæret altid er underlagt politikken. Politik bestemmer ifølge dette formålet med anvendelse af militær magt, altså af krig som middel til løsning af en konflikt. Krigen er således altid underordnet politikken.

### Absolutogvirkeligkrig
Clausewitz udsagn om, at alle moralske og fysiske kræfter i en stat kunne indsættes som midler i en krig, ligger tæt på tanken om Total krig. Clausewitz selv beskrev den såkaldte vekselvirkning af eskalationen, som fører til en totalisering af krigsførelsen:
1. Den, som hensynsløst anvender alle de ham til rådighed stående midler, må opnå en overvægt over sin modstander, ifald denne ikke gør det samme. Derved anstrenger de sig begge til det yderste.
2. Så længe man ikke har overvundet sin fjende, løber man en risiko for selv at blive overvundet.
3. Da ingen formår præcis at vurdere sin fjendes beslutsomhed, vil enhver forsøge at være så beslutsom som muligt.

Resultatet af en sådan udvikling var inddragelsen af alle statslige midler, hvilket Clausewitz betegner som Absolut krig.
Det drejede sig her om en model, som var tænkt logisk til ende, og som i virkeligheden slet ikke kunne forekomme, da den indeholdt nogle urealistiske antagelser:
1. Konflikten mellem to parter skulle afgøres helt isoleret uden indblanding fra 3. parter – men det forekommer ikke. (Sammenlign med ceteris paribus-forbeholdet).
2. Konflikten måtte kun bestå af en eneste afgørelse, nemlig den om den kunne løses med krig eller med fred – men det er imidlertid altid en proces.
3. Mulige følger og kalkulationer (f.eks. udsigten til fred og en tid efter krigen) må ikke have indflydelse på parternes handlinger – i virkeligheden må man altid forudsætte, at de findes.

Han opstillede således tankemodellen for "absolut krig" (en idealform) mod erfaringsmodellen for "virkelige krige" (en normalform) og denne måtte altid blive under det mulige ved en absolut krig.
Moderne kritikere af Clausewitz fremstiller ham ofte som "opfinder" af den totale krig og katastroferne i verdenskrigene, uden at man tager hensyn til de begrænsninger, han peger på i virkelige krige. Begrebet total krig har intet med Clausewitz' teorier at gøre, men stammer fra Ludendorffs bog af samme navn fra 1935, hvor han udtrykkeligt gør op med Clausewitz' teori.

### Definition af taktik og strategi
For Clausewitz var stridskræfternes evne til at kæmpe grundlaget for al krigsførelse. Således havde kampen en central betydning, og taktikken var for Clausewitz "Læren om stridskræfternes brug i kamp". Strategien derimod er "læren om brugen af de enkelte kampe til at opfylde krigens formål".
Historikeren Hans Delbrück påpegede, at allerede Clausewitz så forskellen mellem en underkastelsesstrategi og en udmattelsesstrategi. Clausewitz var således ikke den ensidige fortaler for nedkæmpelsesslaget, som hans kritikere ofte fremstiller ham som.
Inden for taktikkens rammer ligger også den clausewitzske teori om guerillakrigen. Han betragtede denne form for krigsførelse som den mest egnede til at gennemføre en folkets krig, hvilket stadig peger på en eksistentiel form for krig. Han havde i den sammenhæng eksemplet fra Spanien for øje, hvor der mellem 1808 og 1814 udkæmpedes en sådan krig mod Napoleons tropper. Denne form for kamp, som Clausewitz betegner som lille krig, var ikke helt ny, men det var Clausewitz, som udviklede en samlet teori for guerillakrigen. Den fik senere stor betydning for Mao Zedong i den Kinesiske borgerkrig.

### Angreb og forsvar
Clausewitz anså forsvaret for den overlegne kampform, da den brugte færre kræfter. Forsvar betød for ham ikke en statisk afventen af modstanderens fremstød, men derimod en fleksibel manøvrering. Den, som strategisk befinder sig i en forsvarssituation, kan ifølge Clausewitz' teorier stadig optræde taktisk offensivt. (Et eksempel på en sådan offensiv-defensiv-strategi finder man i nogle af Robert E. Lees felttog under den amerikanske borgerkrig1861–1865.)
Forsvareren skal ifølge Clausewitz forblive i defensiven, indtil angriberens kræfter er udtømt, og forsvareren dermed har opnået en overvægt. På dette "sejrens kulminationspunkt" kan forsvareren gå over i offensiven og afslutte krigen sejrrigt. Standardeksemplet på en sådan fremgangsmåde er Napoleons felttog mod Rusland i 1812 (hvor kulminationspunktet blev nået, da erobringen af Moskva ikke førte til krigens afslutning) og i det tyske angreb på Sovjetunionen i 2. verdenskrig, hvor kulminationspunktet kan henføres til sensommeren 1942. Det er trods det forkert at tro, at kulminationspunkter altid kommer, når erobringen af territorium er størst. Således mener mange historikere i tilfældet med den tyske krig mod Sovjetunionen, at det indtrådte allerede efter slaget om Smolensk i 1941.

## Modtagelse i det 19. og 20. århundrede
Friedrich Engels beskæftigede sig med Clausewitz teorier i 1850'erne efter den mislykkede revolutionen i 1848. Han ville berige de historisk-materialistiske revolutionære tiltag med en praktisk militær komponent. Engels og Marx overtog bl.a. hans holdninger om angreb og forsvar og partisankrig. I deres omfangsrige kommentarer til 2. italienske uafhængighedskrig (1859) og den amerikanske borgerkrig (1861–1865) demonstrerede de, hvor tæt de lå på preusseren, når det drejede sig om politiske og strategiske holdninger. Man kan tydeligt se, at de havde studeret Clausewitz grundigt, af det store antal citater fra Clausewitz, som optræder i deres breve.
I den militære verden opnåede Clausewitz' bog i første omgang ikke den store opmærksomhed. Det var først chefen for den tyske generalstab Helmuth von Moltke, som hjalp bogen Om krig til at få bred anerkendelse. Moltke reducerede Clausewitz' teorier til deres strategiske kalkule, idet han mente, at politikken kun bestemmer starten på krigen. Under selve krigen må politikken underordne sig militæret. Dette synspunkt blev grundfæstet i generalstaben allerede efter Bismarcks fald i 1890 og var blevet en tradition frem til 1. verdenskrig i en grad, så politikken under Julikrisen (1914) blev fastlagt af generalstaben.
Lenin derimod lavede under sit eksilophold i Schweiz et hæfte med uddrag af bogen Om krig for at være forberedt på den Russiske revolution. Lenins interesse drejede sig i første række om forholdet mellem krig og politik, angreb og forsvar samt moral. Han betegnede selv afsnittet hvor Clausewitz direkte taler om krigens underordning under politikken som det vigtigste. I Stalintiden blev Clausewitz' betydning for udviklingen af marxisme-leninismen benægtet.
I det tyske Reichswehr besindede man sig under generalstabschef Beck på politikkens formagtsstilling, og da Adolf Hitler i 1934 blev ikke blot politisk, men også militært statsoverhoved, afspejledes de politiske mål sig klart i retningslinjerne for de militære mål. Da politik her betød Hitlers personlige målsætninger, fjernede han sig langt fra det indhold, det har hos Clausewitz. Heri og ikke i en statsmandsagtig forståelse af politik lå Hitlers uenighed med Erich Ludendorff, som havde deltaget i Hitlers kupforsøg i 1923 og endnu i 1936, et år inden sin død havde konstateret: "Alle Clausewitz teorier må forkastes. Derfor må politikken tjene krigsførelsen.". Begge synspunkter lå så fjernt fra Clausewitz som overhovedet muligt. Måske var det af samme grund, at den "virkelige" krig kunne nærme sig den "absolutte" i så stor grad i årene under 2. verdenskrig.
I Storbritannien formodede, man at Clausewitz havde haft indflydelse på den tyske strategi under 1. verdenskrig, mens Clausewitz allerede flere år tidligere var begyndt at vinde indflydelse i Frankrig. I USA erkendte man først påvirkningen fra Clausewitz kort før 2. verdenskrig.
Siden atomvåbnenes tidsalder har mange militærhistorikere udtrykt tvivl om gyldigheden af Clausewitz teorier, senest John Keegan i 1990'erne. Trods det er Clausewitz' hovedværk Om krig blevet til et af de mest udbredte værker i verden, og der undervises fortsat i den på mange militærskoler. I Tyskland blev der endda grundlagt et Clausewitz-selskab, der har til formål at drage nytte af Carl von Clausewitz' tanker i nutiden.
Også indenfor ikke-militære områder beskæftiger man sig med Clausewitz. Nogle af hans teorier indgår som pensum i virksomhedsledelse på Harvard University og andre økonomiuddannelser. Boston Consulting Group har også udgivet en bog om hans teorier.

## Citater fra Carl von Clausewitz
- En stor del af de nyheder, man får i krig, er modstridende, en endnu større andel er forkerte, og langt den største del er underkastet en vis uvished.

- Krig er politikkens fortsættelse med anvendelse af andre midler.

- Jo mere en general er vant til at forlange af sine tropper, jo bedre opfyldes hans krav.

- Den bedste strategi består i altid at synes ret stærk, for det første i almindelighed og for det andet på det afgørende punkt. Derfor findes der ingen højere og enklere lov for strategien end at holde sammen på kræfterne.

- Alle, som kender krigen, ved, at det kræver langt mere viljestyrke at træffe en vigtig strategisk beslutning end en taktisk. Inden for strategien, hvor alting forløber langsommere, må man huske på, at ens egen og modstanderens betænkeligheder, indvendinger og forestillinger og også utidig anger har langt større spillerum; og da man må gætte og formode alting, er overbevisningen ikke så stor.

- Angrebet besidder sin næsten eneste fordel i overraskelsen.

- Begrebet forsvar består i at afværge. I denne afværgelse ligger det at vente, og denne venten er det som i højeste grad kendetegner forsvaret og samtidig dens største fordel.

- Selv om man taber et slag, har man ikke tabt krigen.

## Værker
- Bemerkungen über die reine und angewandte Strategie des Herrn von Bülow oder Kritik der darin enthaltenen Ansichten, anonym artikel i tidsskriftet Neue Bellona (1805).
- "Strategie" (1804–1809). Dette manuskript blev først fundet i 1930'erne og først udgivet i Eberhard Kessel (Hrsg.): Carl von Clausewitz – Strategie aus dem Jahr 1804 mit Zusätzen von 1808 und 1809, Hamburg 1937.
- Historische Briefe über die großen Kriegsereignisse im Oktober 1806 (1807/08), optrykt ud uddrag i: Gerhard Förster (Hrsg.): Carl von Clausewitz – Ausgewählte militärische Schriften, Berlin 1981, S.46–75.
- Bekenntnisschrift von 1812 (1812), optrykt i : Gerhard Förster (Hrsg.): Carl von Clausewitz – Ausgewählte militärische Schriften, Berlin 1981, S. 140–215.
- Nachrichten über Preußen in seiner größten Katastrophe (1823/24), optrykt i uddrag i: Gerhard Förster (Hrsg.): Carl von Clausewitz – Ausgewählte militärische Schriften, Berlin 1981, S. 76–124.
- Vom Kriege, efterladt værk af general Carl von Clausewitz, Bd. 1 – 3, bei Ferdinand Dümmler, Berlin 1832–1834, (Hrsg. von Marie von Clausewitz).
- Der Feldzug von 1796 in Italien, efterladt værk af general Carl von Clausewitz, Bd. 4, bei Ferdinand Dümmler, Berlin 1833, (Hrsg. von Marie von Clausewitz).
- Die Feldzüge von 1799 in Italien und der Schweiz, efterladt værk af general Carl von Clausewitz, Bd. 5 – 6, bei Ferdinand Dümmler, Berlin 1833–1834, (Hrsg. von Marie von Clausewitz).
- Der Feldzug von 1812 in Russland, der Feldzug von 1813 bis zum Waffenstillstand und der Feldzug von 1814 in Frankreich, efterladt værk af general Carl von Clausewitz, Bd. 7, bei Ferdinand Dümmler, Berlin 1835, (Hrsg. von Marie von Clausewitz).
- Der Feldzug von 1815 in Frankreich, efterladt værk af general Carl von Clausewitz, Bd. 8, bei Ferdinand Dümmler, Berlin 1835, (Hrsg. von Marie von Clausewitz).
- Strategische Beleuchtung mehrerer Feldzüge von Gustav Adolph, Turenne, Luxemburg und andere historische Materialien zur Strategie, efterladt værk af general Carl von Clausewitz, Bd. 9, bei Ferdinand Dümmler, Berlin 1837, (Hrsg. von Marie von Clausewitz).
- Strategische Beleuchtung mehrerer Feldzüge von Sobiesky, Münich, Friedrich dem Großen und dem Herzog Carl Wilhelm Ferdinand von Braunschweig und andere historische Materialien zur Strategie, efterladt være af general Carl von Clausewitz, Bd. 10, bei Ferdinand Dümmler, Berlin 1837, (Hrsg. von Marie von Clausewitz).

## Eksterne kilder
- Litteratur af og om Carl von Clausewitz i det tyske nationalbiblioteks katalog
- Die Werkausgabe Hinterlassene Werke von 1832–37 als pdf zum Herunterladen in der Gallica (Bibliothèque numérique) der Bibliothèque Nationale de France
- www.clausewitz-gesellschaft.de